# Hanebo-Segersta församling
Hanebo-Segersta församling är en församling i Hälsinglands södra kontrakt i Uppsala stift. Församlingen ingår i Bollnäs pastorat och ligger i Bollnäs kommun i Gävleborgs län.

## Administrativ historik
Församlingen bildades år 2006 genom sammanslagning av Hanebo och Segersta församlingar och utgjorde därefter till 2014 ett eget pastorat. Från 2014 ingår församlingen i Bollnäs pastorat.

## Kyrkor
- Hanebo kyrka
- Segersta kyrka